# Барион
Барио́ны (от греч. βαρύς — тяжёлый) — семейство элементарных частиц: сильно взаимодействующие фермионы, состоящие из трёх кварков. В 2015 году было также доказано существование аналогичных частиц из 5 кварков, названных пентакварками.
К основным барионам относятся (по мере возрастания массы): протон, нейтрон, лямбда-барион, сигма-гиперон, кси-гиперон, омега-гиперон. Масса омега-гиперона (3278 масс электрона) почти в 1,8 раз больше массы протона.
Барионы вместе с мезонами (последние состоят из чётного числа кварков и являются бозонами) составляют группу элементарных частиц, участвующих в сильном взаимодействии и называемых адронами.
Название «барион», введённое в 1955 году Абрахамом Пайсом, происходит от греческого слова «тяжёлый» (βαρύς, барюс), потому что в то время наиболее известные элементарные частицы имели меньшие массы, чем барионы. 
Каждый барион имеет соответствующую античастицу (антибарион), где их соответствующие антикварки заменяют кварки. Например, протон состоит из двух верхних кварков и одного нижнего кварка; и соответствующая ему античастица, антипротон, состоит из двух верхних антикварков и одного нижнего антикварка.

## Классификация барионов
Наиболее стабильными барионами являются протон (самый лёгкий из барионов) и нейтрон (вместе они составляют группу нуклонов). Первый из них, насколько это сегодня известно, стабилен, второй стабилен в (стабильных) атомных ядрах, а в свободном состоянии испытывает бета-распад с временем жизни, близким к 1000 с. Более тяжёлые барионы распадаются за время от 10−23 до 10−10 с.
Нуклоны имеют кварковый состав uud (протон) и udd (нейтрон). Их спин равен 1/2, странность нулевая. Масса близка к 940 МэВ. Вместе со своими короткоживущими возбуждёнными состояниями нуклоны относятся к группе N-барионов.
Барионы, содержащие как минимум один странный кварк (но не содержащие более тяжёлых кварков), называются гиперонами.
В семействе барионов, кроме нуклонов, выделяют группы Δ-, Λ-, Σ-, Ξ- и Ω-барионов.
- Δ-барионы (Δ++, Δ+, Δ0, Δ−), как и нуклоны, состоят из u- и d-кварков, но, в отличие от нуклонов, их спин равен 3/2. Распадаются они главным образом на нуклон и пион. Время жизни Δ-барионов близко к 10−23 с.

- Λ-барионы (Λ0) — нейтральные (но не истинно нейтральные) частицы со спином 1/2 и странностью −1 (то есть их можно называть Λ-гиперонами), состоящие из u-, d- и s-кварка. В них u- и d-кварки находятся в синглетном по изоспину состоянии (I=0). Масса 1117 МэВ. Распадаются преимущественно на протон и отрицательный пион или на нейтрон и нейтральный пион с временем жизни 2,6⋅10−10 с. Открыты также тяжёлые Λ-барионы (Λ+c и Λ0b), в которых странный кварк заменён очарованным (c-кварком) или красивым (b-кварком).

- Σ-барионы (Σ+, Σ0, Σ−) имеют спин 1/2, странность −1. Как и Λ-барион, состоят из u-, d- и s-кварка, но триплетны по изоспину (I=1). Нейтральный Σ0-барион имеет тот же кварковый состав, что и Λ0-барион (uds), но тяжелее, в связи с этим он очень быстро распадается в Λ0 с вылетом фотона (время жизни составляет лишь 6⋅10−20 с, поскольку распад происходит за счёт электромагнитного взаимодействия). Σ+ (uus) и Σ− (dds) распадаются за примерно 10−10 с на пион и нуклон. Σ+ и Σ− не являются частицей и античастицей — это самостоятельные частицы, каждая из них (как, кстати, и Σ0) имеет свою античастицу. Массы Σ-гиперонов составляют около 1200 МэВ. Обнаружены также тяжёлые Σ-барионы, не являющиеся гиперонами (то есть содержащие вместо s-кварка более тяжёлый кварк).

- Ξ-барионы (Ξ0 и Ξ−) имеют спин 1/2, странность −2. Они содержат по два странных кварка; кварковый состав uss (Ξ0) и dss (Ξ−). Их масса близка к 1,3 ГэВ. Распадаются (с временем жизни около 10−10 с) на пион и Λ0-гиперон. Существуют тяжёлые Ξ-барионы, не являющиеся гиперонами (один из странных кварков заменён c- или b-кварком).

- Ω-барионы (существует лишь один тип этих частиц, Ω−-гиперон) имеют спин 3/2 и странность −3, состоят из 3 странных кварков (sss). Масса частицы 1,672 ГэВ. Преимущественные моды распада — на Λ0-гиперон и отрицательный каон или на Ξ0 и отрицательный пион (время жизни около 10−10 с). Открыты некоторые тяжёлые Ω-барионы, отличающиеся заменой одного из s-кварков на тяжёлый кварк.

Существует также широкий спектр короткоживущих возбуждённых состояний этих барионов.
Большинство лёгких барионов в основном состоянии распадаются за счёт слабого взаимодействия, поэтому их время жизни относительно велико (исключение составляет, как было отмечено выше, Σ0-гиперон).
Лёгкие барионы (гипероны, Δ-барионы и нуклоны) в зависимости от спина входят в состав одного из двух мультиплетов: декуплета со спином 3/2 (Δ-барионы, Ω-гипероны и возбуждённые состояния Σ- и Ξ-гиперонов) и октета со спином 1/2 (нуклоны, Σ-, Λ- и Ξ-гипероны).

## Изоспин и заряд
Концепция изоспина была впервые предложена Вернером Гейзенбергом в 1932 году для объяснения сходства между протонами и нейтронами при сильном взаимодействии. Хотя они имели разные электрические заряды, их массы были настолько похожи, что физики полагали, что они были одной и той же частицей. Различные электрические заряды были объяснены результатом некоторого неизвестного возбуждения, похожего на спин. Позднее это неизвестное возбуждение в 1937 году благодаря Юджину Вигнеру получило название изоспина.
Этой концепции придерживались до тех пор, пока в 1964 году Марри Гелл-Манн не предложил модель кварка (первоначально содержавшую только кварки u, d и s). Успех модели изоспина теперь понимается как результат одинаковых масс u и d кварков. Поскольку кварки u и d имеют одинаковые массы, частицы из одинакового числа также имеют одинаковые массы.

## Барионная материя
Барио́нная материя — материя, состоящая из барионов (нейтронов, протонов) и электронов. То есть, привычная форма материи, вещество. Согласно современным представлениям, 7 % её массы содержится в звёздах, 7 % холодный и горячий газ внутри галактик, 4 % газ в галактических кластерах, 28 % холодный межгалактический газ, 15 % тёплый межгалактический газ, 40 % в разреженном газе с волокнистой структурой.
Существует также барионная антиматерия, или антивещество.

## Барионное число
Барионы подчиняются эмпирически установленному закону сохранения барионного числа: в замкнутой системе величина, равная разности количества барионов и количества антибарионов, сохраняется. Эта величина называется барионным числом. Причины сохранения барионного числа пока неизвестны (во всяком случае, с ним не связано какое-либо калибровочное поле, как с электрическим зарядом), однако во многих вариантах современных (пока не подтверждённых) теорий, расширяющих Стандартную Модель, этот закон может нарушаться. Если барионное число не сохраняется, то протон (самый лёгкий из барионов) может распадаться; однако пока распад протона не обнаружен — установлено только нижнее ограничение на время жизни протона (от 1029 до 1033 лет, в зависимости от канала распада). Предсказываются и другие процессы, не сохраняющие барионное число, например, нейтрон-антинейтронные осцилляции.